# Miguel del Prado

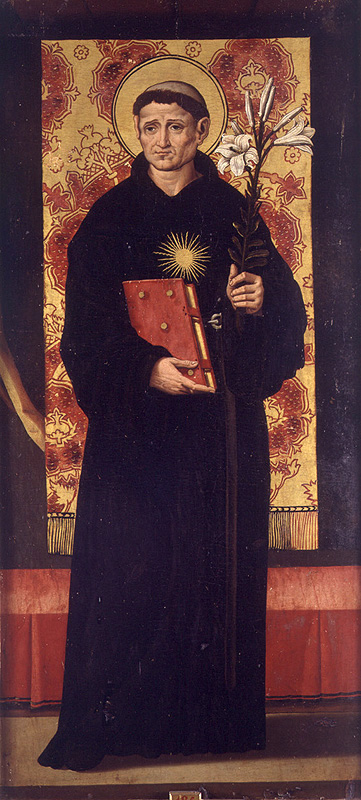
San Nicolás Tolentino, óleo sobre tabla, 105 x 48 cm, Museo de Bellas Artes de Valencia.

Miguel del Prado (fl. 1518-Murviedro, Sagunto, 1521) fue un pintor renacentista español activo en Valencia en el primer tercio del siglo XVI.

## Biografía y obra
Son muy escasos los datos documentales relativos a este pintor, que en abril de 1519 se asoció con Miguel Esteve para repartirse la pintura de los lunetos de la capilla de la Casa Municipal de Valencia, contratada por Esteve con los jurados de la ciudad algunos meses atrás. Destruida la casa consistorial en 1860, quedan algunos restos de su decoración mural al óleo guardados en el Museo de la Ciudad, que acreditan la filiación artística de ambos con Fernando Yáñez de la Almedina y Fernando de los Llanos. De lo conservado, se atribuye a Prado la figura de San Juan Evangelista y dos lunetos de los que solo resta el dibujo de la imprimación, punto de partida para asignarle el retablo de San Vicente Ferrer del Museo de Bellas Artes de Valencia, procedente del convento de San Onofre de Museros, para cuyo autor Elías Tormo había acuñado el apelativo de Maestro del Grifo, y dos tablas del mismo museo, procedentes de un retablo desaparecido del convento de San Agustín de Valencia, en las que las figuras de San Agustín y San Nicolás Tolentino muestran en sus rostros angulosos y facciones resaltadas una estrecha vinculación con la obra de Llanos.
También se le atribuyen una Adoración de los Reyes Magos y la Disputa entre los Doctores de la iglesia de Santo Tomás y San Felipe Neri de Valencia, la tabla del Santiago apóstol de la colección Lázaro Galdiano, quizá del mismo conjunto un calvario del mismo museo valenciano,  un San Pedro y un San Pablo del Museo de Bellas Artes de Valencia, La Adoración de los Magos de la colección Quílez, una Adoración de los Magos de la colección Montesinos, varias tablas en colecciones particulares como La Dormición de la antigua colección Lassala vendida en Sotheby’s, una dormición procedente de Villar del Arzobispo y desaparecida en 1936, y varias tablas posiblemente procedentes de un retablo de Torrent, en colecciones particulares o desaparecidas como la de San Cosme y San Damián de los Serra de Alzaga, Santa María Magdalena y Santa Úrsula de colección particular, San Jorge y San Benito en colección extranjera y San Bernardo y San Sebastián, desaparecido.
El 15 de junio de 1521, con otros 26 pintores reunidos en la Cofradía de Belén, otorgó poderes a Nicolás Falcó para que, en representación del «offici o art de pintors», solicitase armas a las autoridades de la ciudad en el contexto del levantamiento de las Germanías y un día después participó en el nombramiento de Joan Caro como su capitán, considerando, decían, que Valencia está en «molta necesitat de guerra» y que era necesario marchar contra Gandía, donde se habían concentrado los barones para dar la batalla.
No pudo estar presente en esa batalla, pues anteriormente había acudido con las tropas de la ciudad de Valencia a la Batalla de Murviedro, que tuvo lugar 18 de julio de 1521 en el término municipal de la actual Sagunto, Murviedro en esa época, y que acabó con una catastrófica derrota para el bando agermanado, que estaba encabezado por Jaume Ros, ante las tropas del Duque de Segorbe, que cambió el signo de la guerra. En esta batalla conocida también como Batalla de Almenara, hubo unas 2000 bajas, entre ellas Miguel del Prado
Tanto el pintor Pere Cabanes como el notario Nofre de Cas, responden que «(...) es ver que en la batalla del camp de Morvedre lo dit Miquel Prado es mort e passat de la present vida en l’altra e que no havia oit dir que aquell haja fet testament ni altra disposició ni darrera voluntat de sos bens».
El 22 de noviembre de 1522, fecha de la contratación del retablo del Roser por parte de Petrus Ramón, se señala que Miguel del Prado ya ha fallecido.
En 1537 aparece citado en un documento junto a su esposa Úrsula Gomis y su hija Ángela que es un pleito contra Miguel Jerónimo escribano tutor y administrador de la herencia de Miguel del Prado, nombrado porque éste había muerto sin testar.